# Schweinehirtenturm

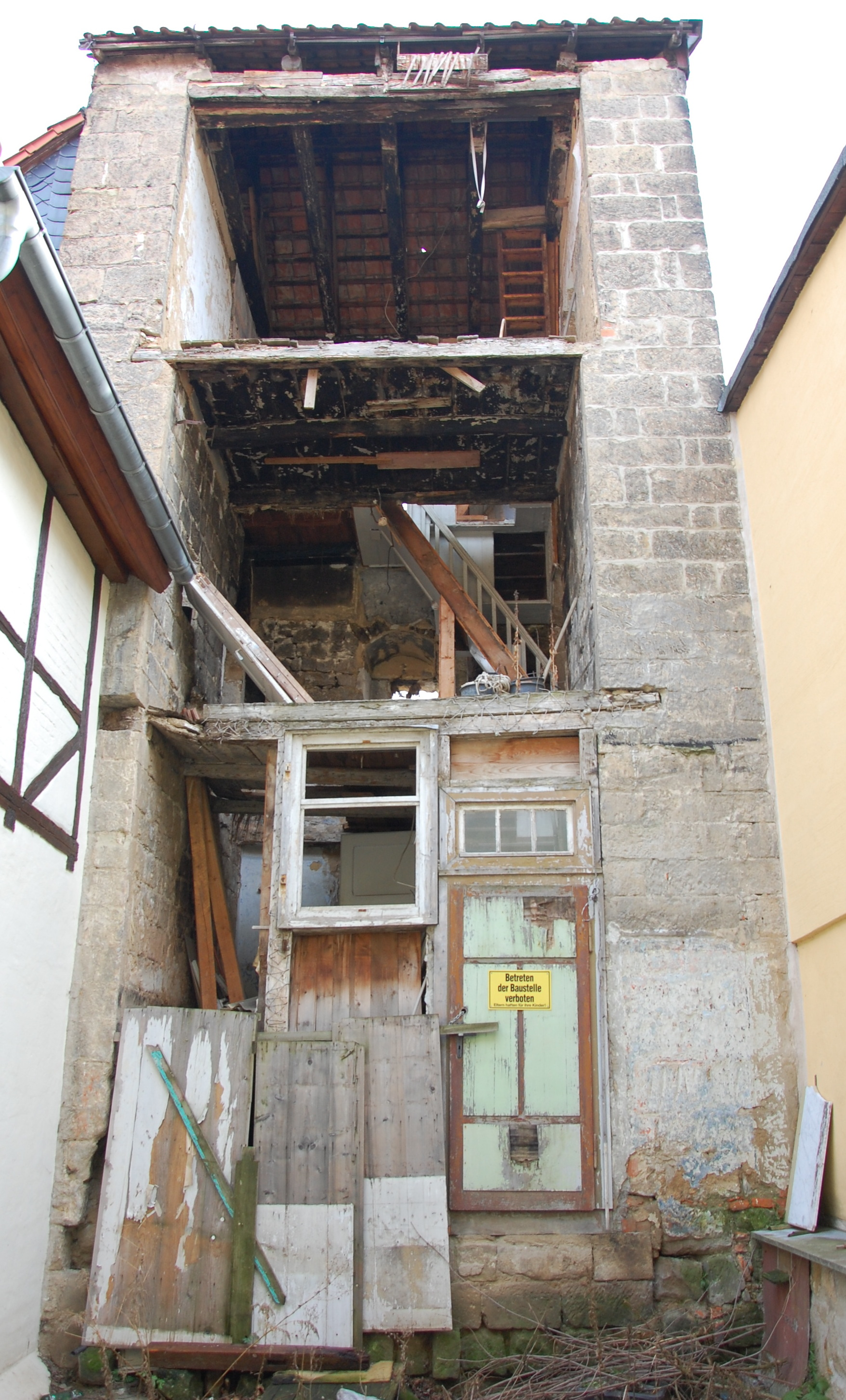
Schweinehirtenturm, Stadtseite zur Straße Hinter der Mauer, 2014

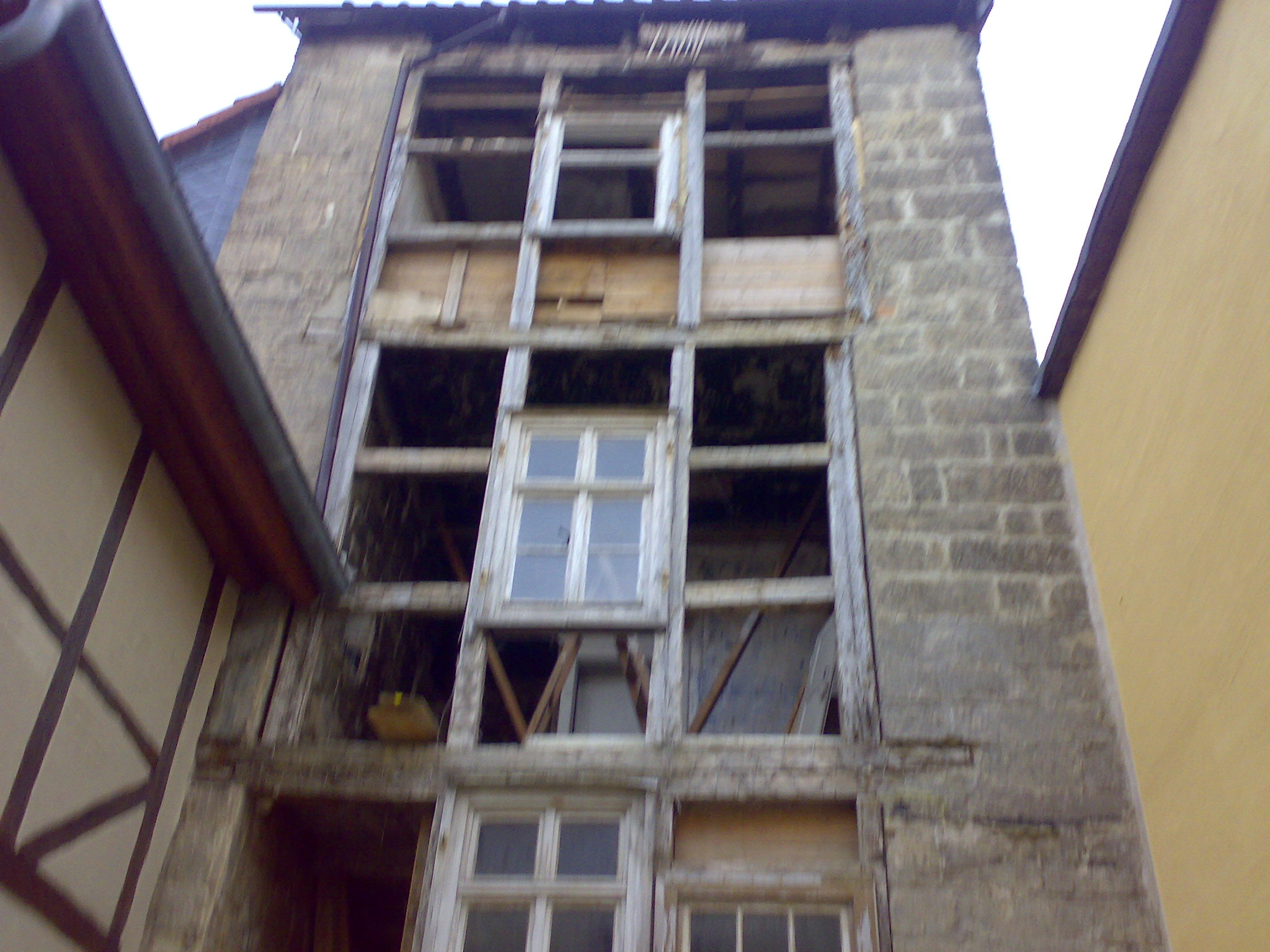
Schweinehirtenturm, 2007

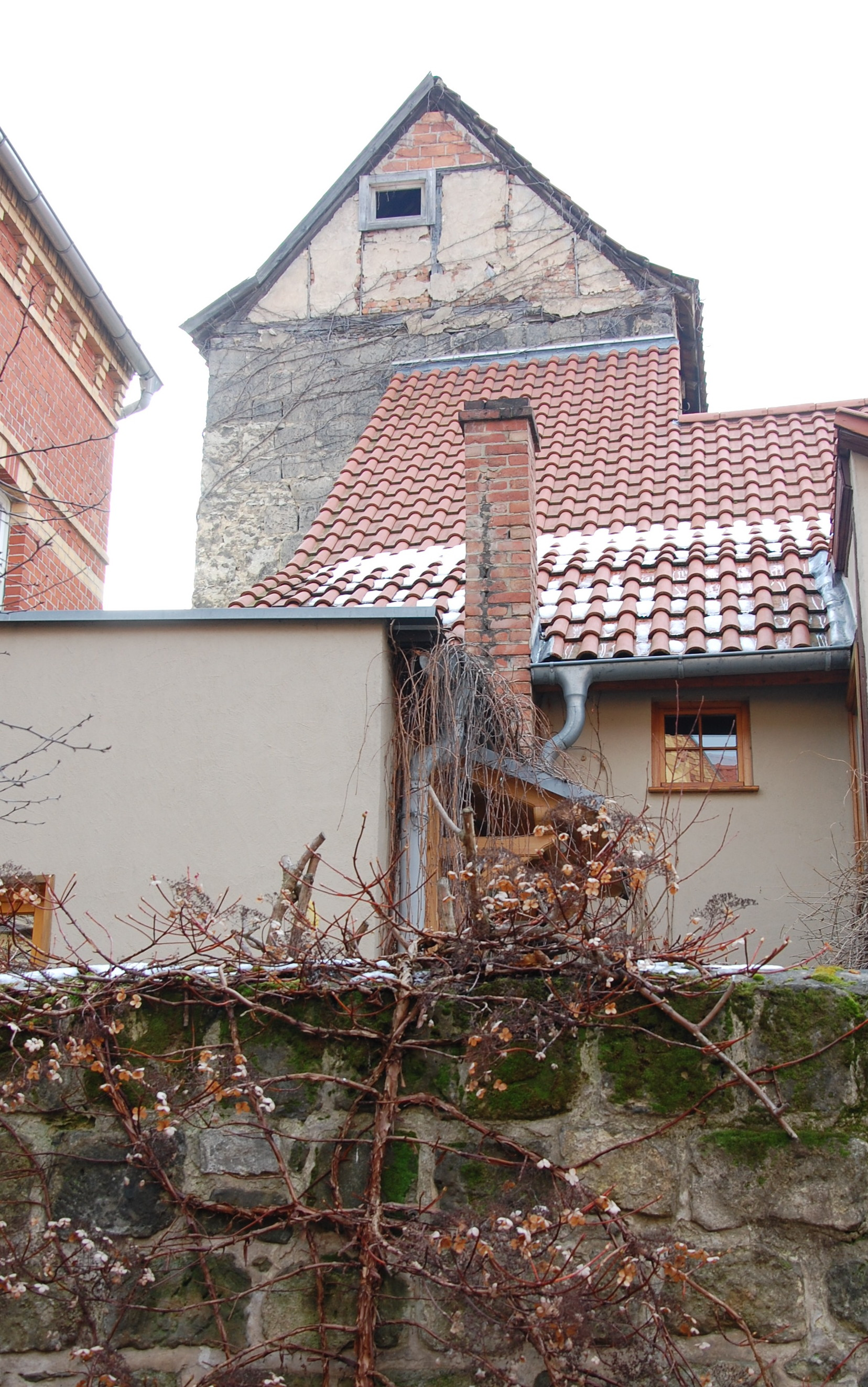
Blick von der Mauerstraße nach Süden zum Schweinehirtenturm

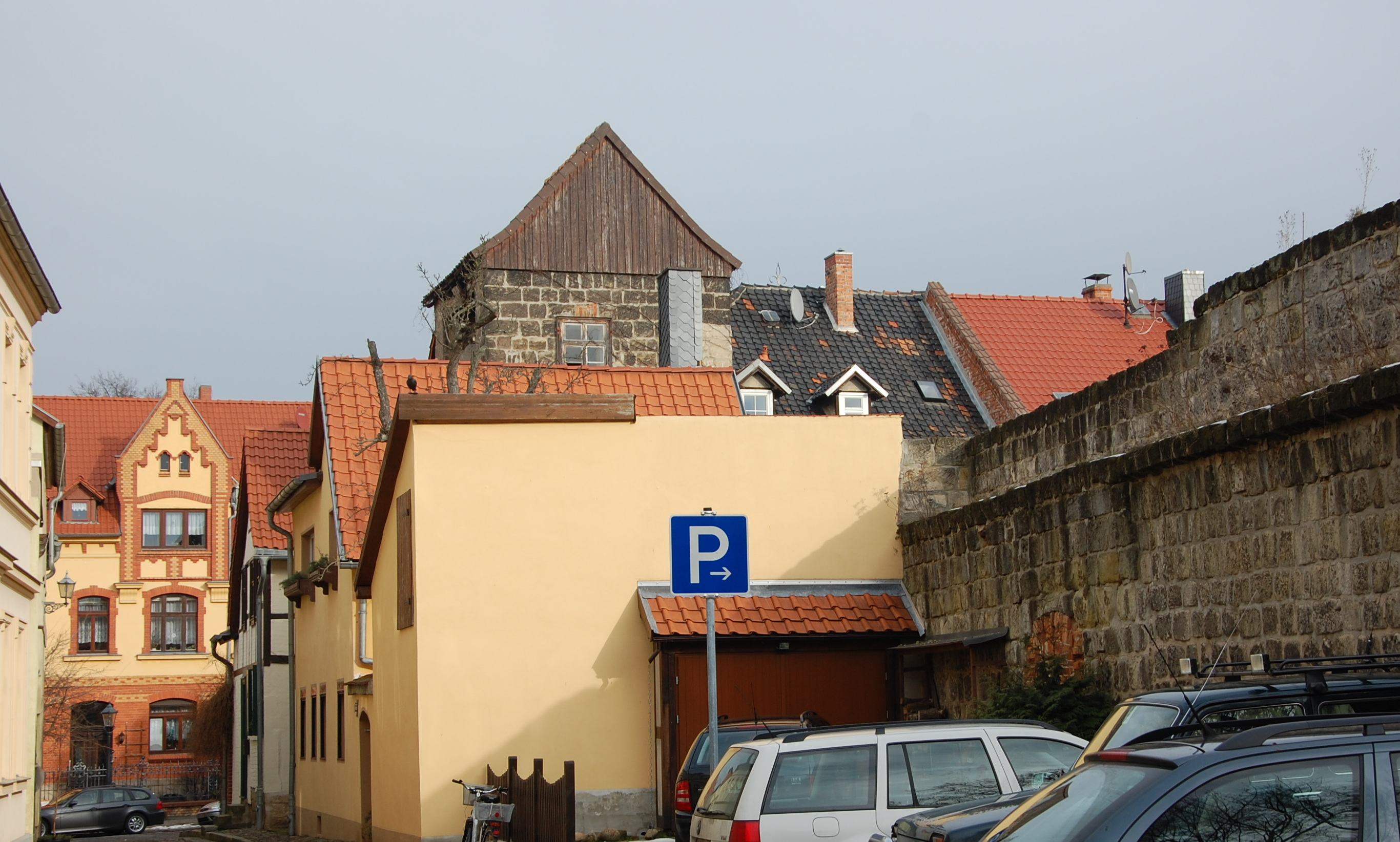
Blick entlang der Straße Hinter der Mauer nach Norden in Richtung Schweinehirtenturm

Der Schweinehirtenturm, auch nur als Schweineturm bezeichnet, ist ein mittelalterlicher Wehrturm der denkmalgeschützten Stadtbefestigung der Stadt Quedlinburg in Sachsen-Anhalt.

## Lage
Der Turm befindet sich im östlichen Teil der alten Stadtbefestigung der historischen Quedlinburger Neustadt, auf der Ostseite der Straße Hinter der Mauer.

## Geschichte und Architektur
Der Schweinehirtenturm steht unmittelbar an der östlichen Stadtmauer der Quedlinburger Neustadt. Er ist als Schalenturm ausgeführt, so dass die zur Stadt zeigende Seite offen ist. In späterer Zeit wurde der Turm in eine kleine Häusergruppe einbezogen. Nach dem Zweiten Weltkrieg wohnte im Turm die Familie Rieger. Auf dem kleinen Innenhof befand sich ein Kirschbaum. Derzeit (Stand 2014) ist der Turm ungenutzt.
Im örtlichen Denkmalverzeichnis ist der Wehrturm als Teil der Quedlinburger Stadtbefestigung unter der Erfassungsnummer 094 45518 als Baudenkmal verzeichnet.